# Émeutes du Bas-Congo de février 2007
Du 31 janvier au 3 février 2007, dans les cités de Matadi, Boma et Muanda, en  province du Bas-Congo (le Sud-Ouest de la république démocratique du Congo), des affrontements sanglants ont opposé des manifestants civils, membres du mouvement politico-religieux Bundu dia Kongo, aux forces de l'ordre,,,,,. 
Les manifestants protestaient d'une part à la suite d'allégations de corruption lors de l'élection des gouverneur et vice-gouverneur de la province par les députés provinciaux, et d'autre part pour empêcher une perquisition du domicile de leur chef, Ne Muanda Nsemi, et de leurs lieux de réunions et de cultes. Le chef de Bundu dia Kongo était candidat vice-gouverneur sur le ticket de la coalition perdante de l'Union Nationale (UN, opposition). Les perquisitions avaient été ordonnées par les autorités au motif que le mouvement politico-religieux détiendrait des armes de guerre, dans le but de former une milice anti-gouvernementale. Ce motif a inquiété les membres de Bundu dia Kongo, car c'est celui qui avait été utilisé pour déférer devant des juridictions militaires et emprisonner deux autres leaders de l'ethnie Kongo : le pasteur Kuthino, en prison depuis mi-2005, et maître Marie-Thérèse N'Landu, ancienne candidate au premier tour de l’élection présidentielle de 2006, incarcérée depuis décembre 2006.
Le bilan des affrontements a été lourd. Selon le ministre de l'Intérieur, le général Denis Kalume Numbi, dix agents de l'ordre (policiers et soldats) ont été tués à l'arme blanche par les manifestants, tandis que soixante-dix-sept membres de Bundu dia Kongo ont péri sous les balles gouvernementales. La Mission de l'ONU en RDC (MONUC), qui a mené une enquête préliminaire peu après la tragédie, avance un chiffre d'au moins cent trente-quatre manifestants tués, et condamne la réaction "disproportionnée" des forces de l'ordre. Quant au mouvement Bundu dia Kongo, il évoque la "disparition" de sept-cent-cinquante de ses membres. En tous les cas, l'affaire apparaît comme un crime d'État, et entache sérieusement la réputation du président nouvellement élu, Joseph Kabila. Des doutes s'élèvent quant à ses promesses de diriger le pays d'une manière démocratique et paisible, différente des méthodes fortes employées par ses deux prédécesseurs, le maréchal Joseph Désiré Mobutu (président de 1965 à 1997), et son propre père, Laurent Désiré Kabila (président de 1997 à 2001), tous deux décrits comme des tyrans.